# Bill et Tom Dorrance
Les frères Dorrance, Bill (né le 19 janvier 1906, mort le 20 juillet 1999) et Tom (né le 11 mai 1910, mort le 11 juin 2003) sont les chuchoteurs américains considérés comme les fondateurs de l'équitation éthologique aux États-Unis. Voici une célèbre citation de Tom : Les cavaliers cherchent souvent à obtenir des réponses rapides, superficielles. Je les encourage plutôt à essayer de comprendre quelque chose.
Ils ont chacun d'entre eux écrit leur ouvrage (en) parmi les pionniers de la littérature d'éthologie équine.